# Хуханье II
Хуханье II (кит. упр. 醢落尸逐鞮, пиньинь Hǎiluòshī Zhòudī) — шаньюй хунну с 48 года по 55 год. Сын Учжулю. Личное имя Би (кит. упр. 比, пиньинь Bǐ).
Основал Южное государство хунну, провозгласил дедовскую (Хуханье) программу мира с Китаем.

## Правление. Первый этап
Зимой 48 года восемь старейшин провозгласили князя Би Хуханье-жоди шаньюем. Политической программой Хуханье II было подчинение Китаю и свержение династии Улэй-жоди. В 48 году хунны прибыли к крепости Уюань и стали клястся в верности императору. По совету генерала Гэн Го хунны были приняты в вассалы императором Хань Гуанъуди.
В 49 году шаньюй послал брата Мо с 10 000 воинов против Пуну. Мо одержал победу и захватил восточного чжуки Югяня, 10 000 пленных, 7 000 лошадей, 10 000 скота. Пуну откочевал на 500 км на север, к Хуханье перешли его прежние враги князья Гудухоу с 30 000 человек. Хуханье отправил часть добычи и своего сына императору. В 50 году Дуань Чэнь и Ван Ю объявили, что шаньюй должен перенести ставку орды к Вуюань (западнее Ордоса). Когда шаньюй принимал приказ, он по китайскому этикету должен был поклониться до земли и многие хуннские князья плакали, видя как кланяется Хуханье. Хуханье послал императору 2 верблюдов и 10 лошадей. Между тем Юцзянь, князья гудухоу взбунтовались и присоединив к себе 30 000 человек, откочевали на север и провозгласили Юцзяня шаньюем. Вскоре восставшие набросились друг на друга: князья были убиты, новоявленный шаньюй покончил с собой, остальные разбежались по степи.
Император был рад успехам Хуханье и послал ему: шляпу, пояс, одежду, золотую печать с пурпурными шнурами, карету, зонт, 4 лошадей, саблю (скорее шоудао), лук со стрелами, три чёрных бунчука, 2 парадных лошадей, 10 000 парчи, шёлка и хлопка , 5 тонн ваты, музыкальные инструменты, литавру, копья, латы, посуду, 25 000 мешков высушенного риса, 36 000 скота. Шаньюю разрешили забрать одного сына из Китая, дав взамен другого. На новый год император отправил шаньюю 1000 кусков шёлка, 4 куска парчи, 5 кг золота, специй, апельсинов, других фруктов, очень много шёлка всем шаньюевым родственникам и обещал делать такие подарки каждый год.

## Второй этап
Хуханье повелел, чтобы при ежегодных жертвоприношениях предкам в Лунсы прибавлять ещё одно в честь китайского императора. Хуханье реформировал старую систему родовых титулов у хунну, отныне: восточный чжуки — 1-я степень, восточный лули — 2-я, соответственно западные чжуки и лули — 3 и 4 степени. 1-4 степени есть четыре рога. Восточный и западный жичжо, вэньюйди, чжанцзян — степени 5-10 степени составляют шесть рогов. Все эти должности занимали братья и сыновья шаньюя. Другим родам давали титулы восточный и западный гудухоу, восточный и западный Шичжогудухоу; другие чиновники именовались Жичжоцзюйкюй и данху. Их степени зависели от количества подчинённых. Хуханье сменил даже фамилию, вместо Люаньти он стал называться Хэйляньди. Четырьмя величайшими родами в южном хунну были Хуань, Хэйбу, Цюэлинь и Лань, при этом первым считался именно Хуань (в древности важнейшими родами хунну были Хуань, Лань и Хюйбу). Девушки из этих четырёх родов отдавались в жёны шаньюю. Хуханье оставил устный порядок судопроизводства.
Зимой войска Хуханье безуспешно сражались с северными хуннами. Хуханье было приказано вернуться в Сихэ, приставу Дуань Чэню с помощником Ван Жо было приказано организовать канцелярию в ставке Хуханье, правитель области Сихэ обязывался посылать 2000 конницы и 500 штрафников охранять ставку шаньюя. Стычки с северными хуннами продолжались. Кроме того, северные хунны старались подчеркнуть, что воюют не с Китаем, а с князем Би.
В 55 году Пуну отправил посланника в Вувэй с просьбой о мире. Посоветовавшись с наследником престола, император решил не принимать послов Пуну. В 52 году новое посольство северян привезло подарки и опять стали просить о мире, многие министры советовали принять их. Министр финансов (сыту) Янь Баньбу представил императору военною программу, сутью которой было поддержание южного хунну пока и только пока они нужны для войны с северным хунну, но между тем не стоит выказывать враждебность к северным хуннам. В 53 году несколько десятков тысяч овец были отправлены императором в южное хунну. В 55 году от Пуну прибыло новое посольство, которое в Китае приняли учтиво и одарили шёлком, но своего посла не отправили.
В 55 году Хуханье II скончался. Пристав Дуань Чень принёс соболезнования от имени императора и проследил за тем, чтобы на престол был возведён восточный чжуки Мо.